# Faezeh Hachemi Rafsandjani
Faezeh Hachemi Rafsandjani (en persan : فائزه هاشمی رفسنجانی), née Fazeh Hachemi Bahramani, née le 7 janvier 1962 à Téhéran, est une militante des droits des femmes iraniennes, membre du parlement iranien de 1996 à 2000 et journaliste. Elle est la fille de l'ancien président, Akbar Hachemi Rafsandjani.
En 2021, elle est candidate à l'élection présidentielle de juin.

## Biographie

### Origines, études et formation
Faezeh Rafsandjani est la fille de Hachemi Rafsandjani et d'Effat Marashi (en). Elle est titulaire d'une maîtrise en droit international des droits humains de l'université de Birmingham City.

### Carrière politique
En 1996, elle présente sa candidature lors des élections au parlement iranien et est élue dans la circonscription de Téhéran.
En 1997, elle tente de se présenter à l'élection présidentielle, mais le Conseil des Gardiens rejette sa candidature.
Dans les années 1990, Faezeh Rafsandjani fonde un journal appelé Zan (en) ("femme" en persan), et doit le fermer après un an d'activité, à la suite de la publication de dessins appelant à une plus grande égalité homme-femme et de messages de l'ancienne impératrice d'Iran, Farah Pahlavi.
En janvier 2023, elle est condamnée à cinq ans de prison pour ses participations à des manifestations.

## Opinions politiques
Faezeh Rafsandjani est, au sein du pays, l'une des opposants les plus critiques du régime de la République islamique. En 2020, elle appelle l'ayatollah Ali Khamenei, le guide suprême, à la démission. En 2021, elle l'appelle à accepter un débat avec elle, chose impensable dans le régime au sein duquel le guide suprême ne participe pas à la vie politique publique.
En avril 2021, lors de sa participation à un groupe d'échange sur Clubhouse, elle appelle à un boycott de l'élection présidentielle de juin 2021, à laquelle elle est candidate « pour le principe ». Elle affirme ne plus croire en une République islamique ni en aucun gouvernement religieux. Elle rappelle aussi que durant les troubles dans le pays en 2017, 2018 et 2019, les manifestants n'appelaient pas à la « mort de l'Amérique », mais critiquaient la gestion du pays.